# Akiyuki Nosaka
Akiyuki Nosaka (野坂 昭如?, Nosaka Akiyuki; Kamakura, 10 ottobre 1930 – Tokyo, 9 dicembre 2015) è stato uno scrittore, cantante, paroliere e politico giapponese.
È noto anche con gli pseudonimi  (Yukio Aki?, 阿木 由紀夫, Aki Yukio) o  (Claude Nosaka?, クロード 野坂, Kurōdo Nosaka).

## Biografia
Nosaka nasce nel 1930 a Kamakura, prefettura di Kanagawa, quando suo padre, Sukeyuki Nosaka, era vicegovernatore di Niigata. Quando la madre muore nel darlo alla luce, il padre decide di dare in adozione Nosaka a una famiglia di Kōbe, città fortemente colpita nel 1945 dai bombardamenti americani durante la Seconda guerra mondiale. Tale esperienza ha enormi ripercussioni sulla vita di Akiyuki Nosaka: determina la perdita della sua famiglia adottiva, prima con la morte dei suoi genitori adottivi e poi quella della sorella minore di appena 4 anni.
Dopo la fine della guerra finirà in collegio dove ritroverà e si rincongiungerà con il padre naturale. Questi fatti e le difficili esperienze vissute nel periodo bellico e in quelli immediatamente successivi vengono raccolti nel suo romanzo semi-autobiografico Una tomba per le lucciole, da cui lo Studio Ghibli ha tratto ispirazione per l'omonimo film d'animazione del 1988. È stato membro del parlamento nipponico dal 1983. Muore a 85 anni il 9 dicembre 2015 alle 10:30, in un ospedale di Tokyo dove era stato ricoverato poche ore prima in stato di incoscienza.

## Opere
- Vari articoli per riviste e TV commerciali (Anni 1950)
- I maestri dell'eros (エロ事師たち?, Erogotoshi-tachi) (1963)
- America Hijiki (アメリカひじき?, Amerika Hijiki) (1967)
- Una tomba per le lucciole (火垂るの墓?, Hotaru no Haka) (1967)
- War Stories for Children (1971)